# 云 (游戏)
《云》是一款独立益智游戏，由南加州大学（USC）互动媒体課程的学生团队开发。团队获USC两万美元的資助，从2005年1月開始开发《云》；游戏于当年10月开放免费下载。托管网站到2006年7月时访问量突破600万次，遊戲下载量则达60万。
游戏以病榻上男孩想要飞翔的梦境為背景，该构思主要源自主设计师陈星汉儿时的经历——他当时常因哮喘住院，独自在房间时的白日梦。玩家在遊戲中扮演該男孩在梦中世界飞翔，操控云朵解决谜题。游戏意在激发电子游戏业所常忽视的玩家情感。
《云》获得2006年诗兰斯丹游击队大赛的最佳学生哲学奖，以及2006年独立游戏节的学生展览奖。游戏获得媒体好评，其画面、音乐、轻松的气氛皆获喝彩。陈和制作人凯莉·圣迪亚戈之后共同建立了工作室thatgamecompany，并曾计划将《云》商业化重制。

## 玩法
《云》是一款运行于Microsoft Windows的单人电子游戏，讲述一名病床上男孩在天空飞翔的梦境。玩家控制男孩在梦中的化身，于飘有薄云的岛群上空飞翔。玩家用鼠标操控角色的飞行方向和速度；角色通常水平飞翔，但按下鼠标中键后可以竖直飞行。玩家只有在水平飞行时才能和云互动。
游戏有三种云——白云可由玩家收集和释放；灰雲为中性，但和白云接触后会变白；乌云会和白云互相抵消并降雨。相比于势均力敌，大量白云更容易消灭少量黑云，反之亦然。如果玩家移动过快，云会无法追上角色，但玩家重新接触后，云就会继续跟随。《云》有四类不同的任务，包括将天空的云排成特定形状、消灭黑云，以及给岛上降水。

## 开发

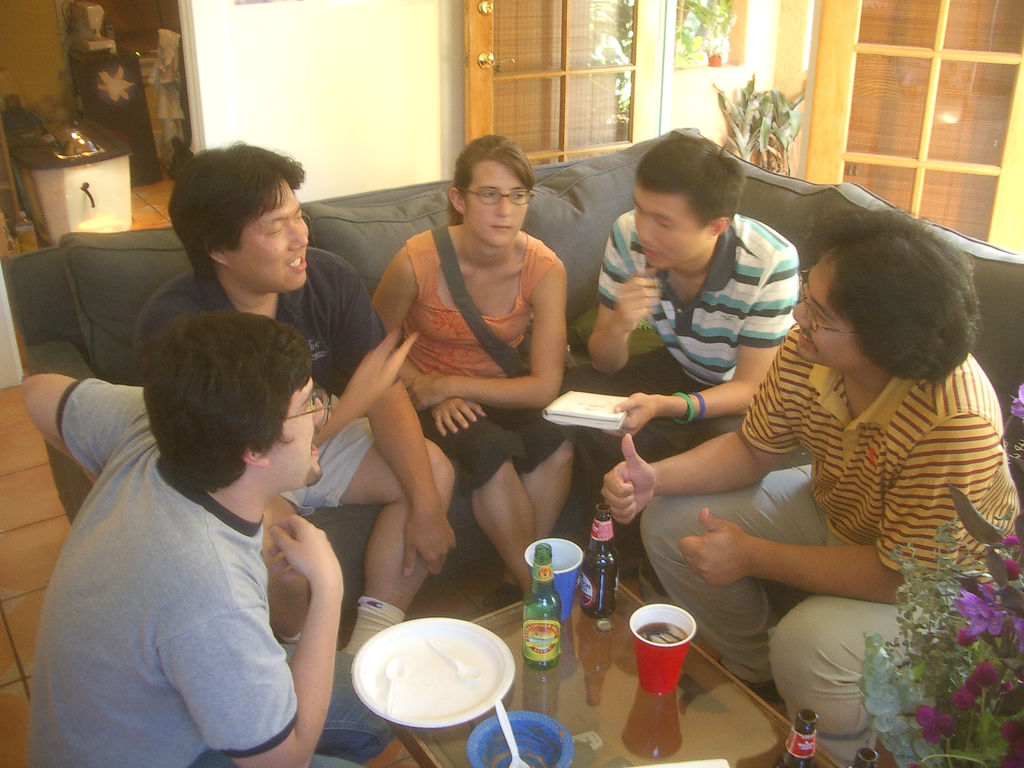
《云》开发团队成员。从左至右依次为：埃里克·尼尔森、格伦·桑、凯莉·圣迪亚戈、陈星汉、文森特·迪亚曼蒂

《云》由南加州大学电影艺术学院互动媒体硕士课程的7人学生团队在2005年设计并推出。游戏并非为某一课程而作。开发从2005年1月开始，在10月下旬发行，并于12月最后更新。团队由陈星汉领衔，成员有史蒂芬·戴恩哈特（Stephen Dinehart）、亚伦·迈尔斯（Aaron Meyers）、埃里克·尼尔森（Erik Nelson）、格伦·桑（Glenn Song），作曲文森特·迪亚曼蒂（Vincent Diamante），以及制作人凯莉·圣迪亚戈。游戏赢得20,000美元的USC 2005年游戏创新资助，该资助期望支持实验游戏的制作。游戏理念主要源自陈星汉的儿时经历，他因哮喘而多次住院、等待医生时的白日梦。
陈称，设计《云》是为了“扩大电子游戏呼唤情感的范围”。游戏第一理念由陈提出；他一日在学校漫步望天时发现，这里松软的云有别于出生地上海“污染的灰云”，并萌发了创作一款以云为题材游戏的设想。这引出了故事“创作前提，并有助于玩家投入情感”；不过团队避免过分强调故事，以免分散自由飞翔和塑云的“核心体验”。在开发起初，游戏背景为复杂的外星人清理环境，但最终削减为“介绍病榻上的云之男孩的一段小‘诗’”。团队期望《云》“传达年轻、自由、想象之奇迹的气氛”。游戏采用《Dyadin》游戏引擎的改版，原引擎由多支开发团队专门设计。在2006年游戏开发者大会学生展中，陈和圣迪亚戈以其首款“禅”派游戏之名义，向索尼代表约翰·海特投出《云》。海特对此表示兴趣，但索尼拒绝发行游戏。

## 评价与影响
《云》赢得年诗兰斯丹游击队游戏大赛最佳学生哲学奖之艺术成就，游戏还获得独立游戏节学生展览奖。游戏在Spike、G4TV和CBS Sunday上展出。游戏一经推出即获大量关注；网站流量过大致使托管服务器过载，随之让学校此服务器上的网站崩溃。在游戏推出仅三个月后的2006年2月，网站流量就突破100万，游戏下载量则超过30万。到2006年6月时，访问量达600万，下载量为60万。
游戏获得评论的正面评价。GameSpy的小约珥·达勒姆称“《云》的一切都简直惊人惊讶”，评论认为游戏音乐、画面、飞翔的感觉都是亮点。Game Tunnel的威廉姆·乌谢尔对游戏画面和音效表示称赞；他确信画面营造了轻松的氛围，“感人的配乐”将打动所有玩家。Game Informer的评论表示，《云》指示出游戏能激起更广泛情感的“光明未来”；但编辑称，作品相较于游戏更应说是“体验”。《PC World》的隆·怀特的评价类似，其称《云》为“我所玩过的游戏中最放松的体验”。达勒姆总结称《云》“将释放你的思想”。
陈和圣迪亚戈之后共同建立了游戏工作室thatgamecompany。作曲文森特·迪亚曼蒂和埃里克·尼尔森参与了公司第二款游戏《花》的创作。thatgamecompany曾计划商业重制游戏，但决定时间放在员工想不出新游戏理念之时。